# Gniotownik (narzędzie)
Gniotownik (inaczej gwintownik nagniatający lub według PN-EN 25967 gwintowygniatak) to narzędzie do wygniatania gwintów (głównie wewnętrznych). Gwinty wykonane za ich pomocą charakteryzują się większą dokładnością wymiarowo-kształtową, mniejszą chropowatością powierzchni, większą wytrzymałością (15-60%) i twardością warstwy wierzchniej 30-50%. Otwory przygotowane do wygniatania gwintu muszą się cechować większą dokładnością wykonania i większą średnicą niż w przypadku tradycyjnych gwintowników.
Gniotowniki mają graniasty przekrój poprzeczny, natomiast przekrój wzdłużny na pewnej wysokości zwęża się ku dołowi. Podczas obróbki nie powstają wióry. Narzędzi nie można ostrzyć, ale są o wiele wytrzymalsze od gwintowników. W czasie pracy są smarowane specjalnymi olejami np. z dodatkiem grafitu.